# Повітряний проміжок (мережі передачі даних)
Фізична ізоляція (англ. air gap — «повітряний проміжок») — один із заходів забезпечення інформаційної безпеки, яка полягає в тому, що безпечна комп'ютерна мережа фізично ізольована від небезпечних мереж, інтернету та локальних мереж з низьким рівнем безпеки. Фізична ізоляція застосовується в комп'ютерних мережах при необхідності забезпечити високий рівень безпеки. Механізм фізичної ізоляції може і не бути «повітряним проміжком» в буквальному сенсі. Наприклад, з допомогою окремих криптографічних пристроїв, які тунелюють трафік через незахищені мережі, при цьому не видаючи зміни обсягу мережевого трафіку і розміри пакетів, створюється канал зв'язку. Але навіть у цьому випадку немає можливості для комп'ютерів на протилежних сторонах повітряного проміжку встановити зв'язок.

## Обмеження
Обмеження на пристрої, що використовуються в цих умовах, можуть включати в себе заборону на вхідне бездротове з'єднання з мережею з високим рівнем безпеки, вихідне бездротове з'єднання або подібні обмеження на витоки електромагнітного випромінювання з мережі з високим рівнем безпеки шляхом застосування TEMPEST або клітки Фарадея. Одним з відомих прикладів є «Флоппінет», коли з'єднання між двома пристроями або мережами здійснюється людиною, яка фізично переносить носії з інформацією: дискети, лазерні диски, USB-диски, магнітні стрічки і т. ін.

## Застосування
В умовах, коли мережі або пристрої розділені різними рівнями безпеки, два пристрої, які не мають з'єднання або дві мережі називаються «нижній» і «верхній рівень»: нижній — несекретний і верхній — секретний, або класифікований вищим ступенем секретності. Їх також називають концепцією «Червоної і Чорної» інформації (з термінології АНБ). Для того, щоб перемістити дані з верхнього рівня на нижній, необхідно записати дані на фізичний носій і перенести носій з даними до пристрою на нижньому рівні. Згідно моделі Бела — Лападули, дані можуть переходити від нижнього рівня до верхнього з мінімальними витратами, в той час як перенесення даних з верхнього рівня на нижній вимагає значно більш суворої процедури для забезпечення захисту даних на більш високому рівні секретності.
Концепція являє собою майже максимальний захист мережі від іншої. У пакета або дейтаграми немає можливості «перестрибнути» через повітряний проміжок з однієї мережі в іншу, але ряд комп'ютерних вірусів (наприклад, Stuxnet і agent.btz) стали відомі завдяки тому, що змогли подолати проміжок, використовуючи експлойт знімних носіїв. Іноді віруси також намагаються використовувати для подолання проміжку бездротові мережі.
Мережа, що використовує повітряний проміжок, у цілому може розглядатися як закрита система (з точки зору інформації, сигналів і побічних електромагнітних випромінювань), яка недоступна із зовнішнього світу. Побічним ефектом є те, що передача корисної інформації в мережу ззовні — надзвичайно трудомістка задача, яка часто вимагає участі людини в аналізі безпеки майбутніх програм або даних, які будуть внесені за повітряний проміжок і, можливо, навіть ручне введення і аналіз безпеки нових даних.

## Приклади
- Військові/державні комп'ютерні мережі/системи[6], наприклад: SIPRNet і NIPRNet[7];
- Фінансові комп'ютерні системи, такі як біржі[8] та деякі банківські системи;
- Критичні системи, такі як:
  - Системи контролю атомних електростанцій;
  - Комп'ютери, які використовуються в авіації,[9] такі як FADECs і авіоніка;
  - Комп'ютеризоване медичне обладнання;
- Прості системи, де безпека не на першому місці:
  - Блок управління двигуном в автомобілі;
  - Системи управління мікрокліматом;
  - Системи управління поливом газонів.

## Тонкощі
Зважаючи на очевидні недоліки протоколу USB, кращим при перенесенні даних через повітряний проміжок є використання оптичних носіїв: Mini CD, CD, DVD і Blu-Ray-дисків. Існує думка, що носій, до якого неодноразово отримувала доступ мережа поза повітряним проміжком, підлягає знищенню або ізоляції і має ніколи більше не підключатися до пристроїв з ненадійної мережі.

## Дивись також
- Stuxnet
- Клітка Фарадея
- Демілітаризована зона (комп'ютерні мережі)
- Network tap
- Операція «Олімпійські ігри»